# ليلة سوداء (أغنية)

ليلة سوداء (بالإنجليزية: Black Night) أغنية فريق موسيقى الروك البريطانية ديب بيربل، صدرت لأول مرة كأغنية فردية في يونيو 1970، وتم تضمينها لاحقًا في نسخة الذكرى السنوية الخامسة والعشرين لألبومهم عام 1970 «في الصخر In Rock».
حققت الأغنية نجاحًا كبيرًا بعد صدورها، وبلغت ذروتها في المرتبة الثانية على قائمة أفضل الأغاني في المملكة المتحدة، وما زالت حتى يومنا هذا أعلى أغنية منفردة في المملكة المتحدة لفريق ديب بيربل. تصدرت أيضا القوائم في سويسرا، وهي واحدة من أغنيتين فرديتين فقط من أغاني الفريق في قوائم أيرلندا، وبلغت ذروتها في المرتبة الرابعة، مما يجعلها أفضل 10 أغاني في أيرلندا. كانت أيضًا ثاني أغنية فردية صاغها الفريق ووصلت أيضًا إلى رقم 6 في جنوب إفريقيا.

## الكتابة والتسجيل
بمجرد اكتمال البوم «في الصخر» طلبت الشركة التسجيلات EMI تسجيل أغنية مناسبة للمساعدة في الترويج للألبوم. ذكر روجر جلوفر عازف جيتار الباس للفريق، أن توزيع ريكي نيلسون Ricky Nelson عام 1962 لموسيقى الروك العنيف لأغنية جورج غيرشوين «وقت الصيف Summertime»، كانت الأساس لبناء أغنية «ليلة سوداء»، وان كان البعض يظن أن الليلة السوداء جاءت من أغنية فريق الروك السيكاديلك «بلوز ماجوس» لعام 1966 "لم نحصل على شيء بعد We Ain't Got) Nothin' Yet)"، وفي الفيلم الوثائقي للبي بي سي «هيفي ميتال بريتانيكا Heavy Metal Britannia» يدعم عازف الكيبورد لفريق ديب بيربل «جون لورد» تصريح غلوفر حول أصل الأغنية، مشيرًا إلى أن الليلة السوداء اقتبست من خط جيتار الباس في أغنية «وقت الصيف»، ثم يواصل العزف على نغمة الباس لاين على البيانو الكبير.

## الأداء المباشر على المسرح
دخلت أغنية الليلة السوداء في قائمة الأغاني التي يؤديها الفريق على المسرح في كل عروضهم بعد وقت قصير من إصدارها، ولكن لم يتم عزف الأغنية بالكامل بعد مغادرة المغني إيان جيلان وروجر جلوفر للفريق في عام 1973، ولكن غالبًا ما كان ريتشي بلاكمور العازف الأول للجيتار الرئيسي يلعب مقتطفات من الأغنية كجزء من ارتجالاته. عند إعادة تشكيل ديب بيربل في عام 1984، عادت الأغنية كجزء من القائمة الرئيسية للأداء على المسرح. هناك العديد من إصدارات الأغنية المتاحة في البومات الفريق الحية.

## طاقم العزف والتسجيل
إيان جيلان: غناء
ريتشي بلاكمور: جيتار رئيسي
روجر جلوفر: جيتار باس
إيان بايس: طبول
جون لورد: اورج

## كلمات الأغنية
ليلة سوداء، لا تصح Black night, is not right
لا أشعر أني مشرق للغاية I don't feel, so bright
لا يهمني، أن أجلس جيدًا I don't care, to sit tight
ربما سأجد في طريق الحياة، أنني أصبحت حرًا Maybe I’ll find on the way down the line that I’m free
حرًا لأكون نفسي free to be me
ليلة سوداء، بعيدة جدًا عن موطني Black night is a long way from home
لا أحتاج شجرة مظلمة I don't need, a dark tree
لا أريد بحر هائج I don't want, a rough sea
لا أشعر، لا أستطيع الرؤية I can't feel, I can't see
ربما سأجد في طريق الحياة أنني أصبحت حرًا Maybe I’ll find on the way down the line that I’m free
حرًا لأكون نفسي free to be me
ليلة سوداء، بعيدة جدًا عن موطني Black night is a long way from home
ليلة سوداء، ليلة سوداء Black night, Black night
لا أحتاج، ليلة سوداء I don't need, black night
لا أستطيع الرؤية، ليلة مظلمة I can't see, dark night
ربما سأجد في طريق الحياة أنني أصبحت حرًا Maybe I’ll find on the way down the line that I’m free
حرًا لأكون نفسي free to be me
ليلة سوداء، بعيدة جدًا عن موطني Black night is a long way from home

## وصلات خارجية
https://www.youtube.com/watch?v=xyXVFiZFTR0 ليلة سوداء (أغنية)
https://www.songfacts.com/facts/deep-purple/black-night ليلة سوداء (أغنية)
https://secondhandsongs.com/performance/32779 ليلة سوداء (أغنية)